# Nigramma todara
Nigramma todara là một loài bướm đêm trong họ Noctuidae.